# Goia, Argeș
Goia este un sat în comuna Ungheni din județul Argeș, Muntenia, România.